# Jo Joon-young
Jo Joon-young (en hangul, 조준영), es un actor surcoreano.

## Carrera
Es miembro de la agencia SM Entertainment (SM C&C, 에스엠엔터테인먼트).
En 2021 se unió al elenco recurrente de la serie Idol: The Coup, donde interpreta a Han Seon-woo mejor conocido artísticamente como Ray, un miembro del grupo "Mars", un joven inteligente que ocupó el primer lugar en los grados de su escuela y también es bueno cantando y bailando.
Ese mismo año se unió al elenco recurrente de la serie Dear.M, donde da vida a Ban Yi-dam, un despreocupado pero serio estudiante de primer curso del departamento de psicología, que toma clases de fotografía y tiene una personalidad poco convencional y de espíritu libre.

## Filmografía

### Series de televisión
| Año     | Título         | Personaje          | Ref.         |
| ------- | -------------- | ------------------ | ------------ |
| 2020-21 | Live On        | Park Young-jae     |              |
| 2021    | Idol: The Coup | Han Seon-woo (Ray) | [ 7 ]        |
| 2021    | Dear.M         | Ban Yi-dam         | [ 8 ]        |
| 2025    | Crushology 101 | Cha Ji-won         | [ 9 ] [ 10 ] |

### Películas
| Año  | Título         | Personaje | Notas         |
| ---- | -------------- | --------- | ------------- |
| 2021 | Happy New Year | Nadador   | [ 11 ] [ 12 ] |

## Discografía
| Año  | Título              | Personaje               | Notas               |
| ---- | ------------------- | ----------------------- | ------------------- |
| 2021 | Talking to the Moon | OST de "Idol: The Coup" | junto a Kim Min-kyu |